# 大月市立図書館
大月市立図書館（おおつきしりつとしょかん）は、山梨県大月市にある市立図書館である。2015年11月現在の館長は絵本作家の仁科幸子。

## 沿革
1958年に大月市立図書館としての図書館奉仕を開始し、1980年から1998年12月までは市民会館の2階を間借りする形で開館していた。しかし、市民会館の図書館は図書館スペースの足りなさから独立館の建設が市民より求められており、駒橋一丁目に建設された独立館への移転にあたり、1998年12月27日に閉館する。約5ヶ月の移転準備期間を経て、1999年5月18日、現在の地に開館する。

## サービス

### 貸出
貸出のサービスを受けるために必要な利用カード（貸出券）は山梨県民と大月市への在勤・通学者を対象として交付されている。有効期限は最終利用日から3年間で、これを過ぎると無効となる。2013年7月2日からは、無効あるいは紛失等による再発行に実費を請求するようになった。貸出点数や期間は、図書や雑誌が7冊・15日間、視聴覚資料が3点・8日間となっている。

### その他
複写サービスは、2013年度以前は利用者自身で複写させていたが、カラー複写機の導入を機に、図書館員が著作権法上の違反がないことを確認し図書館員によって複写されるようになった。
- 開館時間
  - 火・水・木・金曜日: 9時〜19時
  - 土・日曜日・祝祭日: 9時〜17時
- 休館日
  - 月曜日・祝日の翌日・年末年始・月末の平日（整理日）
- 教科書の常設展示
- 音声サービス

## 建物
鉄筋コンクリート造の地下1階、地上2階建てであり、1階には一般書や視聴覚資料の書架やインターネットが利用できるパソコンが、2階には児童書の書架が置かれている。カウンターは1階と2階の双方に置かれている。また、飲食ができるスペースとして「びゅうロックてらす」が2階に設けられている。

## 立地
国道20号が付近を通る住宅地に立地している。最寄駅は中央本線・富士山麓電気鉄道富士急行線大月駅で徒歩7分。駐車場を併設している。